# Karya (Pakkat)
Karya is een bestuurslaag in het regentschap Humbang Hasundutan van de provincie Noord-Sumatra, Indonesië. Karya telt 1186 inwoners (volkstelling 2010).